# Giacomo da Itri
Giacomo da Itri (Itri, 1330 – Avignone, 30 marzo 1393) è stato un patriarca cattolico italiano, uno dei protagonisti dello Scisma d'Occidente.

## Biografia
Giacomo nacque probabilmente a Itri, località attualmente nel Lazio, ma nel XIV secolo appartenente alla contea di Fondi del Regno di Napoli. Secondo il Ciacconio Giacomo d'Itri sarebbe stato in realtà un francese di nome Giacomo de Viso, nato nella Champagne. Quest'ultimo dato è giudicato poco verosimile sia per la scarsa attendibilità del Ciaconio, sia perché l'origine itrana è riportata in numerosi documenti dell'epoca. Fu dapprima (attorno al 1358) vescovo di Ischia, sede dalla quale fu trasferito a Martirano il 22 marzo 1359, prima ancora di aver ricevuto la consacrazione episcopale, e poi alla metropolia di Otranto (20 dicembre 1363). Sono testimoniati numerosi incarichi che gli furono affidati dopo questa data (visitatore apostolico dei monasteri basiliani del Regno di Napoli nel 1370, nunzio apostolico in Toscana nel maggio 1373, numerose missioni diplomatiche). Il 18 gennaio 1376 ottenne anche il titolo di Patriarca latino di Costantinopoli, mantenendo l'amministrazione della diocesi idruntina.
Inizialmente accettò l'elezione di Papa Urbano VI (8 aprile 1378); ma poco più tardi fu uno dei promotori della contestazione della validità dell'elezione del nuovo papa e dell'organizzazione dello scisma, probabilmente anche per i suoi rapporti con Onorato Caetani, conte di Fondi, fra i protagonisti dello scisma. Giacomo andò ad Anagni, dove i cardinali francesi gli chiesero di celebrare la Messa dello Spirito Santo all'apertura del loro conclave (9 agosto 1378), si unì all'obbedienza del nuovo antipapa Clemente VII (20 settembre 1378), data iniziale del Grande scisma d'Occidente. Il 6 novembre 1378 Giacomo fu pertanto scomunicato da Urbano VI, condanna aggravata il 28 giugno 1379.
Le vicende di Giacomo da Itri durante il Grande scisma furono spesso drammatiche. Inizialmente non ebbe gravi inconvenienti in quanto la regina Giovanna I di Napoli, nel cui regno Giacomo era rimasto in qualità di legato apostolico dell'antipapa Clemente VII, appoggiava l'antipapa. La perdita dell'amministrazione di Otranto fu compensata con la commenda del Monastero di San Nicola di Casole, che Giacomo ottenne da Clemente VII il 13 aprile 1379, mentre era stato creato pseudocardinale-prete di Santa Prisca nel concistoro del 18 dicembre 1378. Fu però catturato dai soldati di Carlo di Durazzo il 26 agosto 1381, con la resa di Giovanna e del suo seguito rifugiati nel Castel Nuovo. Il successivo 18 settembre i prelati seguaci dell'antipapa furono costretti dal cardinale Gentile di Sangro, legato pontificio di Urbano VI, a un'umiliante abiura nella Basilica di Santa Chiara. Imprigionato, fu recluso in diverse località del Regno di Napoli attorno al 1385 quando fu liberato in seguito al deterioramento dei rapporti fra il regno di Napoli e Urbano VI. Giacomo sarebbe morto ad Avignone qualche tempo dopo, in una data imprecisata, tra il 1387 e il 1393; è stato ipotizzato tuttavia che possa essere deceduto nel monastero di San Nicola di Casole il 1º marzo 1392.